# اچ‌ام‌اس ملئاگروس (۱۷۸۵)
اچ‌ام‌اس ملئاگروس (۱۷۸۵) (به انگلیسی: HMS Meleager (1785)) یک کشتی بود که طول آن ۱۲۶ فوت (۳۸ متر) بود. این کشتی در سال ۱۷۸۵ ساخته شد.